# ソーダ明礬石-2c
ソーダ明礬石-2c（ソーダみょうばんせき-2c、 Natroalunite-2c）は1982年に発表された日本産新鉱物で、東京工業大学の地球化学者小坂丈予などにより、群馬県の万座温泉から発見された。 化学組成は(Na,Ca,K)Al3(SO4)2(OH)6で、三方晶系。当初、東京大学の地球化学者南英一に因んで南石 (Minamiite) と名付けられたが、命名規約の変更で、上記の名前となり、ソーダ明礬石 (Natroalunite) の2c構造の種と考えられるため、現在は多型 (Polytype) として扱われ、独立の鉱物種とは認められていない。